# Pseudoxytenanthera stocksii
Pseudoxytenanthera stocksii là một loài thực vật có hoa trong họ Hòa thảo. Loài này được (Munro) T.Q.Nguyen miêu tả khoa học đầu tiên năm 1991.